# Tideu de Quios
Tideu de Quios (en llatí Tydeus, en grec antic Τυδεύς) fill d'Ió, fou un polític grec.
Sembla que va ser un dels dirigents del partit democràtic de Quios i un dels que van morir executats el 412 aC pel lacedemoni Pedàrit, per la seva fidelitat a la causa atenenca, segons diu Tucídides. Podria ser fill del poeta tràgic grec Ió de Quios.